# Charvieu-Chavagneux
Charvieu-Chavagneux és un municipi francès situat al departament de la Isèra i a la regió d'Alvèrnia-Roine-Alps. L'any 2007 tenia 7.733 habitants.

## Demografia

### Població
El 2007 la població de fet de Charvieu-Chavagneux era de 7.733 persones. Hi havia 2.622 famílies de les quals 478 eren unipersonals (229 homes vivint sols i 249 dones vivint soles), 727 parelles sense fills, 1.136 parelles amb fills i 281 famílies monoparentals amb fills.
La població ha evolucionat segons el següent gràfic:
Habitants censats

### Habitatges
El 2007 hi havia 2.852 habitatges, 2.705 eren l'habitatge principal de la família, 13 eren segones residències i 134 estaven desocupats. 1.856 eren cases i 987 eren apartaments. Dels 2.705 habitatges principals, 1.719 estaven ocupats pels seus propietaris, 961 estaven llogats i ocupats pels llogaters i 25 estaven cedits a títol gratuït; 21 tenien una cambra, 184 en tenien dues, 380 en tenien tres, 829 en tenien quatre i 1.290 en tenien cinc o més. 1.788 habitatges disposaven pel capbaix d'una plaça de pàrquing. A 1.161 habitatges hi havia un automòbil i a 1.255 n'hi havia dos o més.

### Piràmide de població
La piràmide de població per edats i sexe el 2009 era:
| Homes | Edats   | Dones |
| ----- | ------- | ----- |
| 0     | 95 o +  | 8     |
| 4     | 90 a 94 | 28    |
| 12    | 85 a 89 | 24    |
| 48    | 80 a 84 | 48    |
| 24    | 75 a 79 | 72    |
| 96    | 70 a 74 | 80    |
| 124   | 65 a 69 | 136   |
| 136   | 60 a 64 | 172   |
| 248   | 55 a 59 | 180   |
| 300   | 50 a 54 | 224   |
| 256   | 45 a 49 | 320   |
| 264   | 40 a 44 | 280   |
| 316   | 35 a 39 | 388   |
| 252   | 30 a 34 | 276   |
| 220   | 25 a 29 | 212   |
| 288   | 20 a 24 | 220   |
| 488   | 15 a 19 | 376   |
| 372   | 10 a 14 | 408   |
| 288   | 5 a 9   | 284   |
| 240   | 0 a 4   | 204   |

## Economia
El 2007 la població en edat de treballar era de 5.109 persones, 3.641 eren actives i 1.468 eren inactives. De les 3.641 persones actives 3.287 estaven ocupades (1.807 homes i 1.480 dones) i 354 estaven aturades (142 homes i 212 dones). De les 1.468 persones inactives 416 estaven jubilades, 475 estaven estudiant i 577 estaven classificades com a «altres inactius».

### Ingressos
El 2009 a Charvieu-Chavagneux hi havia 2.774 unitats fiscals que integraven 7.872,5 persones, la mediana anual d'ingressos fiscals per persona era de 17.232 €.

### Activitats econòmiques
Dels 237 establiments que hi havia el 2007, 3 eren d'empreses extractives, 4 d'empreses alimentàries, 6 d'empreses de fabricació de material elèctric, 2 d'empreses de fabricació d'elements pel transport, 19 d'empreses de fabricació d'altres productes industrials, 39 d'empreses de construcció, 57 d'empreses de comerç i reparació d'automòbils, 11 d'empreses de transport, 7 d'empreses d'hostatgeria i restauració, 5 d'empreses d'informació i comunicació, 9 d'empreses financeres, 14 d'empreses immobiliàries, 19 d'empreses de serveis, 24 d'entitats de l'administració pública i 18 d'empreses classificades com a «altres activitats de serveis».
Dels 54 establiments de servei als particulars que hi havia el 2009, 1 era una oficina de correu, 2 oficines bancàries, 6 tallers de reparació d'automòbils i de material agrícola, 1 autoescola, 8 paletes, 7 guixaires pintors, 4 fusteries, 8 lampisteries, 1 electricista, 1 empresa de construcció, 6 perruqueries, 4 restaurants, 1 agència immobiliària i 4 salons de bellesa.
Dels 13 establiments comercials que hi havia el 2009, 1 era un supermercat, 2 botiges de menys de 120 m², 4 fleques, 2 carnisseries, 2 llibreries, 1 una perfumeria i 1 una floristeria.
L'any 2000 a Charvieu-Chavagneux hi havia 13 explotacions agrícoles que ocupaven un total de 250 hectàrees.

## Equipaments sanitaris i escolars
Els 3 equipaments sanitaris que hi havia el 2009 eren farmàcies.
El 2009 hi havia 1 escola maternal i 4 escoles elementals. Charvieu-Chavagneux disposava d'un col·legi d'educació secundària amb 369 alumnes.

## Poblacions més properes
El següent diagrama mostra les poblacions més properes.